# Sojuz MS-07
Sojuz MS-07 je ruská kosmická loď řady Sojuz. Start proběhl 17. prosince 2017 7:21 UTC kdy ji vynesla nosná raketa Sojuz-FG z kosmodromu Bajkonur k Mezinárodní vesmírné stanici (ISS), kam dopravila tři členy Expedice 54. Sloužila na ISS jako záchranná loď až do 3. června 2018, kdy se s ní stejná trojice kosmonautů vrátila na Zem.

## Posádka
Hlavní posádka:
- Anton Škaplerov (3), velitel, Roskosmos (CPK)
- Scott Tingle (1), palubní inženýr 1, NASA
- Norišige Kanai (1), palubní inženýr 2, JAXA

V závorkách je uveden dosavadní počet letů do vesmíru včetně této mise.
Záložní posádka:
- Sergej Prokopjev , Roskosmos, CPK
- Alexander Gerst, ESA
- Jeanette Eppsová, NASA

## Sestavení posádky
Posádka pro loď Sojuz MS-07, to jest členové Expedice 54/55 na Mezinárodní vesmírnou stanici (ISS), která byla současně záložní pro Sojuz MS-06, byla zformována v první polovině roku 2016, oficiálně ji NASA zveřejnila v květnu 2016 v sestavě Sergej Rjazanskij, Norišige Kanai a Randolph Bresnik. Na podzim 2016 se však Rjazanskij a Bresnik přesunuli do dřívějšího Sojuzu MS-05. Náhradou byla zformována posádka nová, zveřejněná Roskosmosem v říjnu a agenturou NASA v listopadu 2016, a sice Alexandr Skvorcov ml., Scott Tingle a Kanai, jejich náhradníky byli jmenováni Anton Škaplerov, Alexander Gerst a Jeanette Eppsová. V březnu 2017 Skvorcova, který se zranil při sportování, v hlavní posádce zaměnil Škaplerov.